# Qimin yaoshu

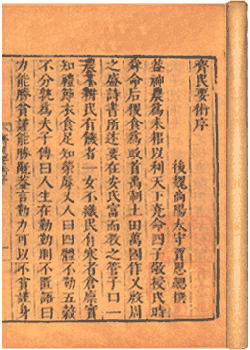
Qimin yaoshu, Exemplar aus der Ming-Dynastie

Qimin yaoshu (chinesisch 齊民要術 – „Die wichtigsten Techniken für die allgemeine Wohlfahrt des Volkes“) ist ein für die Geschichte der chinesischen Ess- und Trinkkultur bedeutendes landwirtschaftliches Handbuch aus dem China des 6. Jahrhunderts. Sein Verfasser ist Jia Sixie (chinesisch 贾思勰) aus der Nördlichen Wei-Dynastie. 
Zuverlässige kommentierte Ausgaben stammen von 
- Shi Shenghan (石聲漢): Qimin yaoshu jinshi (齊民要術今釋), Kexue chubanshe (科學出版社, Wissenschaftsverlag), 1957–1958
- Miao Qiyu (繆啓愉): Qimin yaoshu jiaoshi (齊民要術校釋), Nongye chubanshe (農業出版社, Landwirtschaftsverlag), 1982